# Taksim (politică)

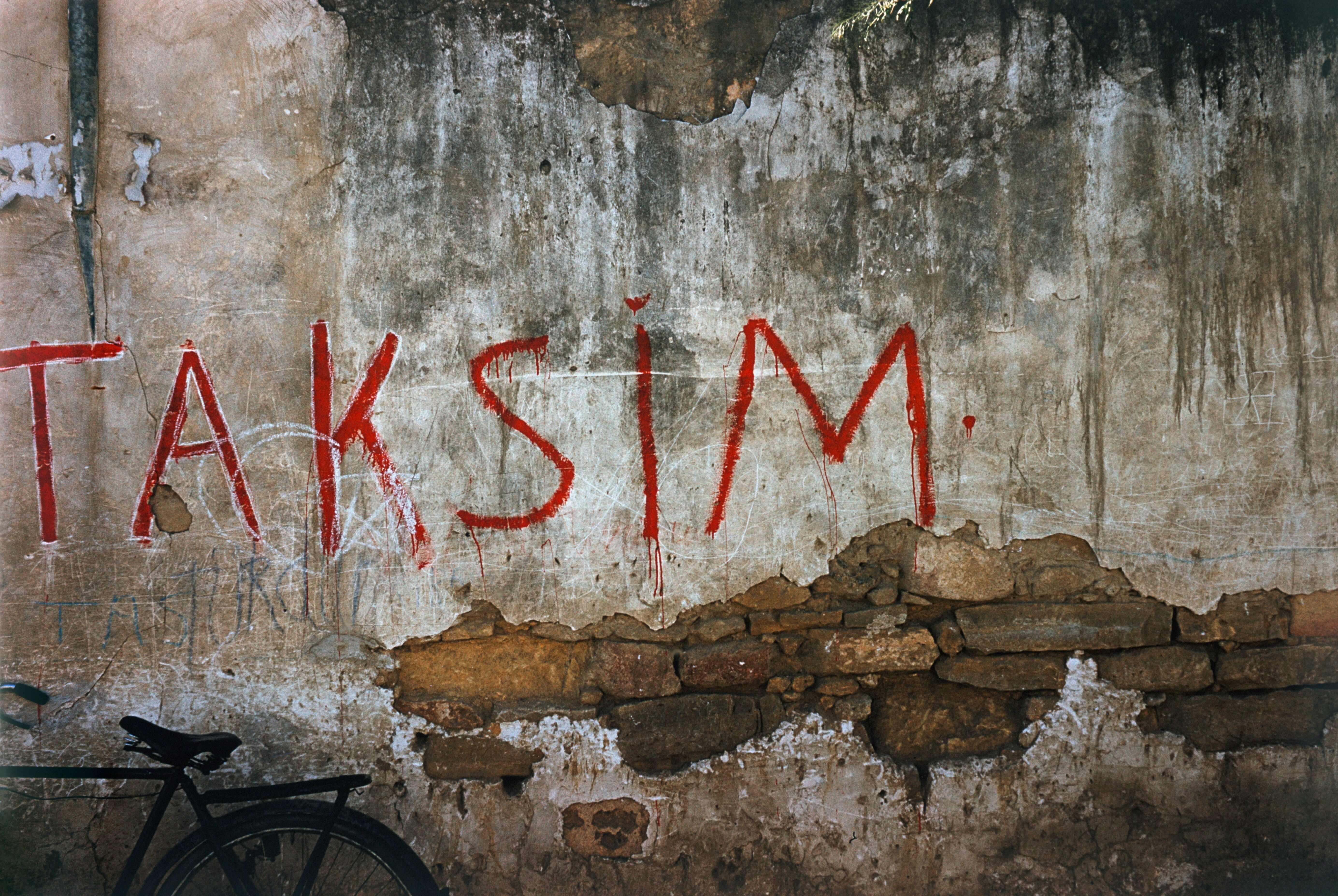
Sloganul „TAKSİM” scris cu vopsea pe un perete din Nicosia la sfârșitul anilor 1950

Taksim (turcă: [takˈsim], din arabă تقسيم, transliterat: taqsim, în traducere „divizare”) este un cuvânt turcesc împrumutat din limba arabă care exprimă obiectivul ciprioților turci⁠(d) de împărțire teritorială a insulei Cipru în două părți: o parte turcească și o parte grecească. Această idee a fost lansată pentru prima dată în anul 1957 de omul politic cipriot Fazıl Küçük⁠(d), care a devenit ulterior primul vicepreședinte al Ciprului⁠(d) (1959–1973).

## Ascensiunea naționalismului turc
Stăpânirea colonială britanică asupra insulei Cipru⁠(d), care începuse în anul 1878, după trei secole de ocupație otomană, s-a încheiat în anul 1960, iar Ciprul a devenit atunci un stat independent. Ultimii ani ai stăpânirii britanice au fost marcați de ascensiunea mișcărilor naționaliste greacă și turcă. Atunci când Grecia a început să se intereseze în mod deosebit de situația Ciprului în 1951 și a început să vorbească despre anexarea sa în 1953, presa turcă a lansat, ca răspuns, o campanie de susținere a apropierii Ciprului de Turcia în cazul că insula va ieși de sub administrarea Marii Britanii și va deveni independentă. Naționalismul turc⁠(d) din Cipru s-a dezvoltat în principal ca răspuns la naționalismul grec și la mișcarea enosis⁠(d), care milita pentru unirea întregii insule cu Grecia. Spre deosebire de ciprioții greci care luptau pentru unirea Ciprului cu Grecia, ciprioții turci s-au declarat inițial în favoarea continuării stăpânirii britanice.
Lupta politică a ciprioților greci⁠(d) a luat începând din 1955 forma unei insurecții armate conduse de Ethniki Organosis Kyprion Agoniston⁠(d) („Organizația Națională a Luptătorilor Ciprioți”, acronim EOKA). În acest context politic tulbure, ciprioții turci⁠(d) au fost alarmați de apelurile ciprioților greci la enosis, deoarece au constatat că unirea Cretei cu Grecia provocase exodul turcilor cretani⁠(d), ceea ce era un precedent pe care au vrut să-l evite, și, ca răspuns la activitatea militantă a organizației naționaliste grecești EOKA⁠(d), au adoptat o atitudine în favoarea divizării insulei. Ciprioții turci se considerau, de asemenea, un grup etnic autohton al insulei și susțineau că au un drept separat la autodeterminare față de ciprioții greci.
Astfel, în perioada 1956–1958 au avut loc aproape 50 de manifestații în Cipru și în Turcia, sub conducerea lui Fazıl Küçük⁠(d), președintele Partidului Ciprioților Turci⁠(d), susținându-se cu acest prilej politica taksim. Promovarea politicii taksim s-a datorat temerii ciprioților turci că, după înființarea statului unitar Cipru, vor deveni obiectul discriminării din partea ciprioților greci, care erau majoritari. Ca urmare, ciprioții turci au înființat în anul 1958 o organizație militară proprie numită Türk Mukavemet Teşkilatı⁠(d) („Organizația de Rezistență Turcă”, acronim TMT), care urmărea să le apere interesele și să reprezinte, în același timp, o contrapondere la EOKA.

## Politica Turciei cu privire la Cipru
În acest timp, în cursul anilor 1950, liderul politic turc Adnan Menderes, prim-ministru al Turciei⁠(d) (1950–1960), a considerat Ciprul drept o „prelungire a Anatoliei”, a respins împărțirea Ciprului pe criterii etnice și a susținut anexarea întregii insule de către Turcia. Sloganurile naționaliste promovate în Turcia erau axate pe ideea că „Ciprul este turcesc”, iar partidul de guvernământ⁠(d) a declarat că Ciprul este o parte a patriei turcești și are un rol vital în asigurarea securității naționale a Turciei. De altfel, la Conferința Tripartită cu privire la zona de est a Mării Mediterane și la Cipru, care a avut loc în septembrie 1955 la Londra, Grecia a solicitat acordarea independenței insulei Cipru, în timp ce Turcia a cerut păstrarea statutului actual sau anexarea insulei, în cazul retragerii Marii Britanii.
După ce conducătorii politici ai Turciei și-a dat seama că ciprioții turci reprezentau doar 20% din populația insulei, așa că anexarea era imposibilă, politica națională turcă a fost schimbată pentru a favoriza divizarea teritoriului. Turcia a început să promoveze oficial o politică de împărțire a Ciprului în 1955, după numirea lui Fatin Rüştü Zorlu⁠(d) în funcția de ministru al afacerilor externe⁠(d). Sloganul „Împărțire sau moarte” a fost folosit frecvent în protestele turcilor și ciprioților turci de la sfârșitul anilor 1950 și din cursul anilor 1960. Deși după Conferințele de la Zürich și de la Londra⁠(d) din februarie 1959, Turcia părea să accepte existența statului cipriot și chiar să se distanțeze de politica de sprijinire a divizării insulei, scopul conducătorilor politici turci și ciprioți turci a rămas acela de a crea un stat turc independent în partea de nord a insulei.

## Divizarea insulei

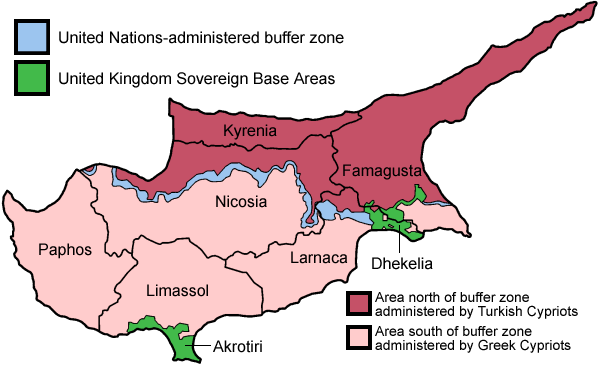
Împărțirea insulei Cipru în anul 1974: zona sudică (colorată în roz) este administrată de ciprioții greci, zona nordică (colorată în mov) de ciprioții turci, iar între ele există o zonă tampon (colorată în albastru) aflată sub controlul ONU. Zona în care se află cele două baze militare britanice sunt colorate în verde.

Cele două grupuri etnice principale ale insulei s-au angajat în confruntări interetnice violente începând de la sfârșitul anilor 1950 și până în anii 1970. Statul Cipru a fost proclamat în anul 1960, iar ciprioții greci constituiau 80% din populația sa, în timp ce ciprioții turci erau doar 18%. Prevederile tratatelor, în special a Tratatului de Garanție (1960)⁠(d), au presupus crearea unui stat unitar și au exclus atât implementarea politicii enosis, cât și a politicii taksim. Un conflict interetnic a izbucnit⁠(d) la Nicosia în ziua de Crăciun a anului 1963, s-a răspândit pe tot teritoriul insulei și a durat până în 1967. Temându-se de ciprioții greci și îndemnați de conducătorii proprii, ciprioții turci au înființat enclave turcești.
Conflictul interetnic și-a redus intensitatea în 1967, iar cele două părți au început negocieri care au creat o stabilitate politică fragilă. Cu toate acestea, o juntă militară a preluat puterea în Grecia în același an. În aceste condiții, conducătorii ciprioților greci au abandonat temporar ideea de unire și și-au concentrat atenția asupra obținerii stabilității politice a insulei. Președintele Ciprului⁠(d), arhiepiscopul Macarie al III-lea s-a opus cu fermitate împărțirii insulei, susținând că ciprioților turci ar trebui să li se acorde doar drepturile unei minorități naționale, dar, cu toate acestea, împărțirea insulei a fost acceptată de bunăvoie de guvernul grec al coloneilor, care a purtat propriile discuții cu Turcia începând din 1969, dorind să rezolve problema cipriotă fără a-l consulta pe președintele Ciprului. Guvernul autoritar al Greciei a intenționat să anexeze o parte a insulei, acceptând să facă unele concesii teritoriale către Turcia, ceea ce a fost de fapt punerea în aplicare a ideii de taksim. Opoziția puternică a lui Macarie al III-lea față de o astfel de soluție a dus la organizarea unei lovituri de stat în Cipru de către juntă.
După instaurarea regimului coloneilor în Grecia, facțiunile prounioniste ale ciprioților greci organizaseră acte de sabotaj, cu sprijinul juntei, considerând că liderii politici ciprioți au trădat ideea unirii cu Grecia. Conflictul intern a culminat la 15 iulie 1974 cu o o lovitură de stat condusă de organizația paramilitară EOKA B⁠(d), care l-a înlăturat de la putere pe arhiepiscopul Macarie al III-lea. Președintele prelat a scăpat din palatul prezidențial asediat din Nicosia, iar liderul EOKA B Nikos Sampson⁠(d) s-a declarat succesorul său. El și-a anunțat disponibilitatea de a continua discuțiile cu Turcia privind viitorul Ciprului, dar sprijinul său pentru politica enosis și opiniile sale radicale naționaliste și antiturcești erau cunoscute. Cinci zile mai târziu a avut loc invazia Turciei în Cipru, care era motivată oficial de apărarea comunității turcești amenințate de politica guvernului Sampson. Intervenția turcă a determinat o divizare etnică a insulei și a pus astfel în practică politica taksim: ciprioții greci s-au refugiat în sudul insulei, iar ciprioții turci s-au mutat în partea de nord, unde au proclamat în 1983 Republica Turcă a Ciprului de Nord, stat fără o recunoaștere internațională.
Problema divizării insulei⁠(d) a rămas încă nerezolvată, în ciuda eforturilor internaționale și a elaborării Planului Annan⁠(d), care prevedea constituirea unei federații a două state și care a fost supus în aprilie 2004 unui referendum⁠(d), fiind acceptat de ciprioții turci (cu 66%) și respins de ciprioții greci (cu 76%).